# Lamium orientale
Lamium orientale là một loài thực vật có hoa trong họ Hoa môi. Loài này được (Fisch. & C.A.Mey.) E.H.L.Krause mô tả khoa học đầu tiên năm 1903.